# Захароглу, Фотиос
Фо́тиос Заха́роглу (греч. Φώτιος Ζαχάρογλου, англ. Fotios Zaharoglou; род. 9 апреля 1963, Фессалоники, Греция) — греко-американский учёный в области информатики и электротехники, профессор департамента компьютерной инженерии и информатики Калифорнийского университета в Сан-Диего. Лауреат Премии Гёделя (2004).

## Биография

### Образование
Университет имени Аристотеля в Салониках (диплом электротехника, 1986), Калифорнийский технологический институт (магистр электротехники, 1987), Калифорнийский университет в Сан-Диего (доктор философии в области информатики, 1993).